# Robert Fagan
Robert "Rob" Fagan (* 29. Juli 1976 in Cranbrook) ist ein ehemaliger kanadischer Snowboarder. Er startete im Snowboardcross und nahm an zwei Olympischen Winterspielen sowie drei Snowboard-Weltmeisterschaften teil.

## Werdegang
Fagan nahm im November 2001 in Tignes erstmals am Snowboard-Weltcup der FIS teil, wobei er den achten Platz errang. Im März 2002 wurde er kanadischer Meister im Snowboardcross. In der Saison 2003/04 erreichte er mit Platz zwei in Jōetsu seine erste Podestplatzierung im Weltcup und zum Saisonende den 19. Rang im Snowboardcross-Weltcup. In der folgenden Saison belegte er mit zwei Top-Zehn-Platzierungen den 21. Platz im Snowboardcross-Weltcup und bei den Snowboard-Weltmeisterschaften 2005 in Whistler den 12. Rang. Nach Platz zwei beim South-American-Cup im El Colorado zu Beginn der Saison 2006/07, siegte er zweimal im Nor-Am-Cup und wurde damit Dritter in der Snowboardcross-Wertung des Nor-Am-Cups. Zu Beginn der Saison 2007/08 erreichte er den zweiten Platz beim Weltcup in Valle Nevado. Im weiteren Saisonverlauf kam er zweimal unter die ersten Zehn und errang damit den achten Platz im Snowboardcross-Weltcup. In der Saison 2008/09 erreichte er mit fünf Top-Zehn-Platzierungen den 21. Platz im Gesamtweltcup und den neunten Rang im Snowboardcross-Weltcup. Beim Saisonhöhepunkt, den Snowboard-Weltmeisterschaften 2009 in Gangwon, belegte er den 19. Platz. Nachdem Plätzen drei und eins beim Australia New Zealand am Mount Hotham zu Beginn der Saison 2009/10, errang er beim Weltcup in Telluride den zweiten Platz und wurde bei seiner ersten Olympiateilnahme im Februar 2010 in Vancouver Fünfter. Die Saison beendete er auf dem 23. Platz im Gesamtweltcup und auf dem sechsten Rang im Snowboardcross-Weltcup. In der Saison 2010/11 und 2012/13 errang er mit drei Top-Zehn Ergebnissen den 13. Platz sowie den achten Platz im Snowboardcross-Weltcup. Bei den Snowboard-Weltmeisterschaften 2013 im Stoneham belegte er den achten Platz und bei den Olympischen Winterspielen 2014 in Sotschi den 25. Rang. Seinen 73. und damit letzten Weltcup absolvierte er im März 2014 in La Molina, welchen er auf dem 11. Platz beendete.

## Teilnahmen an Weltmeisterschaften und Olympischen Winterspielen

### Olympische Winterspiele
- 2010 Vancouver: 5. Platz Snowboardcross
- 2014 Sotschi: 25. Platz Snowboardcross

### Snowboard-Weltmeisterschaften
- 2005 Whistler: 12. Platz Snowboardcross
- 2009 Gangwon: 19. Platz Snowboardcross
- 2013 Stoneham: 8. Platz Snowboardcross

## Weltcup-Gesamtplatzierungen
| Saison  | Gesamt | Gesamt | Snowboardcross | Snowboardcross |
| Saison  | Punkte | Platz  | Punkte         | Platz          |
| ------- | ------ | ------ | -------------- | -------------- |
| 2001/02 | -      | -      | 460            | 33.            |
| 2003/04 | -      | -      | 1398           | 19.            |
| 2004/05 | -      | -      | 1290           | 21.            |
| 2005/06 | 28     | 308.   | 28             | 76.            |
| 2006/07 | 320    | 142.   | 320            | 33.            |
| 2007/08 | 2350   | 30.    | 2350           | 8.             |
| 2008/09 | 2570   | 21.    | 2570           | 9.             |
| 2009/10 | 2060   | 23.    | 2060           | 6.             |
| 2010/11 | -      | -      | 1340           | 13.            |
| 2011/12 | -      | -      | 478            | 32.            |
| 2012/13 | -      | -      | 1604           | 8.             |
| 2013/14 | -      | -      | 695            | 24.            |